# Jean-Philippe Rohr
Jean-Philippe Rohr (Metz, 23 de dezembro de 1961) é um ex-futebolista profissional francês que atuava como meio-campo, campeão olímpico em Los Angeles 1984

## Carreira
Jean-Philippe Rohr representou o seu país nos Jogos Olímpicos de Verão de 1984, conquistando a medalha de ouro.